# Pardomima zanclophora
Pardomima zanclophora is een vlinder uit de familie van de grasmotten (Crambidae), uit de onderfamilie van de Spilomelinae. De wetenschappelijke naam van deze soort is voor het eerst voorgesteld door Edward L. Martin in een publicatie uit 1955.
De soort komt voor in het Afrotropisch gebied waaronder Saudi-Arabië, Gambia, Ethiopië, Congo-Kinshasa, Kenia, Tanzania, Mozambique, de Comoren, Madagaskar en de Seychellen.